# Ґрунт (інженерна геологія)
Ґру́нти (нім. Grund — основа) — будь-які гірські породи, ґрунти і техногенні утворення, які мають певні генетичні ознаки і розглядаються як багатокомпонентні динамічні системи, на які впливає інженерно-господарська діяльність людини.
Ґрунти є об’єктом самостійного наукового напряму — ґрунтознавства, який сформувався в інженерній геології.
Суттєва відмінність підходу до вивчення гірських порід у ґрунтознавстві від інших геологічних дисциплін полягає в тому, що тут розглядається не тільки мінеральна частина (тверда компонента), але й вода, яка міститься в породі (рідка компонента), а також повітря (газоподібна компонента).

## Класифікація ґрунтів
Класифікація ґрунтів за державним стандартом України включає такі таксономічні одиниці, що виділяються за групами ознак: 
- Клас —  за  загальним характером структурних зв’язків (1. Природні скельні ґрунти; 2. Природні дисперсні ґрунти; 3. Природні мерзлі ґрунти; 4. Техногенні: скельні, дисперсні та мерзлі ґрунти)
- Група — за характером структурних  зв’язків (з урахуванням їх міцності);
- Підгрупа — за  походженням та  умовами утворення;
- Тип —  за  речовинним складом;
- Вид — за  найменуванням ґрунтів (з урахуванням розмірів  часток  та  показників властивостей);
- Різновиди — за  кількісними  показниками речовинного складу, властивостей та структури ґрунтів.

Скельні ґрунти поділяють на групи:
- магматичні (ефузивні та інтрузивні)
- метаморфічні
- осадово-зцементовані та штучні.

Серед осадово-зцементованих ґрунтів виділяють підгрупу хемогенних і органогенних (кременисті, карбонатні, сульфатні і галоїдні) та підгрупу уламкових зцементованих ґрунтів (крупно-уламкові, піщані, пилуваті і глинисті).
Клас дисперсних включає осадові незцементовані і штучні ґрунти. Перші поділяють на незв'язні і зв'язні.
Зв'язний ґрунт — ґрунт, особливість будови якого обумовлена кількісним співвідношенням частинок, що забезпечують його цілісність. До зв'язних ґрунтів відносяться: супісок, суглинок, глина.
Незв'язний ґрунт  — ґрунт, що складається з частинок розмірами від 0,05 до 200 мм (як з невеликих округлених чи кутастих камінців, так і з мілко-зернистих і пиловидних). До незв'язних ґрунтів відносяться: галька, щебінь. гравій, жорства, пісок, пил.
Штучні ґрунти класифікують за способом перетворення породи в скельний ґрунт, що визначається в основному особливостями вихідних порід. Ця група включає штучно змінені, ущільнені, культурні шари, насипні та намивні ґрунти.

### Класи ґрунтів
- класи, що поділяються на групи, підгрупи, типи, види й різновиди.
  - Клас природних скельних ґрунтів — ґрунти з жорсткими структурними зв'язками (кристалізаційними та цементаційними).
  - Клас природних дисперсних ґрунтів — ґрунти з водноколоїдними та механічними структурними зв'язками.
  - Клас природних мерзлих ґрунтів[6] — ґрунти з кріогенними структурними зв'язками.
  - Клас техногенних (скельних, дисперсних та мерзлих) ґрунтів — ґрунти з різними структурними зв'язками, утвореними в результаті діяльності людини.
- інші класифікації за речовинним складом, властивостями та структурою скельних, дисперсних та мерзлих ґрунтів (різновиди).

#### I Клас природних скельних ґрунтів
| Клас                                                                               | Група        | Підгрупа     | Підгрупа     | Тип        | Тип                    | Вид                                                                                   |
| ---------------------------------------------------------------------------------- | ------------ | ------------ | ------------ | ---------- | ---------------------- | ------------------------------------------------------------------------------------- |
| Скельні (з жорсткими структурними зв'язками - кристалізаційними та цементаційними) | Скельні      | Магматичні   | інтрузивні   | Силікатні  | ультраосновного складу | Перидотити, дуніти, піроксеніти                                                       |
| Скельні (з жорсткими структурними зв'язками - кристалізаційними та цементаційними) | Скельні      | Магматичні   | інтрузивні   | Силікатні  | основного складу       | Габро, норіти, анортозити, діабази, діабазові порфірити, долерити                     |
| Скельні (з жорсткими структурними зв'язками - кристалізаційними та цементаційними) | Скельні      | Магматичні   | інтрузивні   | Силікатні  | середнього складу      | Діорити, сієніти, порфірити, ортоклазові порфіри                                      |
| Скельні (з жорсткими структурними зв'язками - кристалізаційними та цементаційними) | Скельні      | Магматичні   | інтрузивні   | Силікатні  | кислого складу         | Граніти, гранодіорити кварцові сієніти, діорити, кварцові порфіри, кварцові порфірити |
| Скельні (з жорсткими структурними зв'язками - кристалізаційними та цементаційними) | Скельні      | Магматичні   | ефузивні     | Силікатні  | основного складу       | Базальти, долерити                                                                    |
| Скельні (з жорсткими структурними зв'язками - кристалізаційними та цементаційними) | Скельні      | Магматичні   | ефузивні     | Силікатні  | середнього складу      | Андезити, вулканогенно-уламкові ґрунти, обсидіани, трахіти                            |
| Скельні (з жорсткими структурними зв'язками - кристалізаційними та цементаційними) | Скельні      | Магматичні   | ефузивні     | Силікатні  | кислого складу         | Ліпарити, дацити, риоліти                                                             |
| Скельні (з жорсткими структурними зв'язками - кристалізаційними та цементаційними) | Скельні      | Метаморфічні | Метаморфічні | Силікатні  | Силікатні              | Гнейси, сланці, кварцити                                                              |
| Скельні (з жорсткими структурними зв'язками - кристалізаційними та цементаційними) | Скельні      | Метаморфічні | Метаморфічні | Карбонатні | Карбонатні             | Мармури, роговики, скарни                                                             |
| Скельні (з жорсткими структурними зв'язками - кристалізаційними та цементаційними) | Скельні      | Метаморфічні | Метаморфічні | Залізисті  | Залізисті              | Залізні руди                                                                          |
| Скельні (з жорсткими структурними зв'язками - кристалізаційними та цементаційними) | Скельні      | Осадові      | Осадові      | Силікатні  | Силікатні              | Пісковики, конгломерати, брекчії, туфіти                                              |
| Скельні (з жорсткими структурними зв'язками - кристалізаційними та цементаційними) | Скельні      | Осадові      | Осадові      | Карбонатні | Карбонатні             | Вапняки, доломіти                                                                     |
| Скельні (з жорсткими структурними зв'язками - кристалізаційними та цементаційними) | Напівскельні | Ефузивні     | Ефузивні     | Силікатні  | Силікатні              | Вулканогенно-уламкові ґрунти                                                          |
| Скельні (з жорсткими структурними зв'язками - кристалізаційними та цементаційними) | Напівскельні | Осадові      | Осадові      | Силікатні  | Силікатні              | Аргиліти, алевроліти, пісковики                                                       |
| Скельні (з жорсткими структурними зв'язками - кристалізаційними та цементаційними) | Напівскельні | Осадові      | Осадові      | Кременисті | Кременисті             | Опоки, трепели, діатоміти                                                             |
| Скельні (з жорсткими структурними зв'язками - кристалізаційними та цементаційними) | Напівскельні | Осадові      | Осадові      | Карбонатні | Карбонатні             | Крейди, мергелі, вапняки                                                              |
| Скельні (з жорсткими структурними зв'язками - кристалізаційними та цементаційними) | Напівскельні | Осадові      | Осадові      | Сульфатні  | Сульфатні              | Гіпси, ангідрити                                                                      |
| Скельні (з жорсткими структурними зв'язками - кристалізаційними та цементаційними) | Напівскельні | Осадові      | Осадові      | Галоїдні   | Галоїдні               | Галіти, карноліт                                                                      |

## Основні характеристики
Серед найважливіших властивостей ґрунтів виділяють фізичні (густина, щільність, теплопровідність, електропровідність, магнітні властивості, діелектрична проникність тощо), фізико-хімічні (розчинність, адсорбційні і корозійні властивості, здатність набухати (набрякливість), клейкість, пластичність та механічні властивості (пружність, загальна деформівність, стисливість, міцність на одноосьове стиснення, на розрив, опір зсуву, реологічні властивості).

### Механічні властивості ґрунтів
Див. також Механічні властивості ґрунтів
Механічні властивості ґрунтів використовуються для оцінки їхньої міцності та стійкості, мають найбільше значення у геотехніці. Оскільки формування ґрунтів відбувається протягом тривалого геологічного часу, їхні механічні властивості не можуть обумовлюватись лише характером структурних зв'язків часток, гранулометричним і мінеральним складом та вологістю. Тому вони повинні визначитися експериментально. Основними механічними властивостями ґрунтів є стисливість, опір зрушенню та водопроникність.
Стисливість (за законом ущільнення) — здатність ґрунту зменшуватися в об'ємі під дією зовнішніх навантажень. Зміна об'єму ґрунту відбувається за рахунок: зменшення об'ємів пор, розміщених у середині ґрунту, і заповнення водою або повітрям, за рахунок зміни фізичного стану тощо.
Отже, стисливість ґрунту залежить від його пористості, гранулометричного і мінералогічного складу, природи внутрішніх структурних зв'язків і характеру зовнішнього навантаження.
Стисливість ґрунтів під впливом зовнішнього навантаження має назву просадки або деформації ґрунтів. Деформації ґрунтів поділяються на пружні і пластичні.
Пружні деформації виникають внаслідок дії навантажень, які не руйнують структурні зв'язки між окремими частинками і характеризують здатність ґрунту повертатись у стале положення після зняття навантаження, тобто не перевищують структурну міцність ґрунту.
Пластичні деформації виникають через навантаження, які призводять до руйнування скелета ґрунту, відносного переміщення часток ґрунту і порушення зв'язків між ними. Пластичні деформації поділяються на об'ємні, які ущільнюють ґрунт за рахунок зміни об'єму внутрішніх пор, і зсувні, які ущільнюють ґрунт за рахунок зміни його початкової форми аж до повного руйнування структури ґрунту.
Випробування ґрунтів на стиснення проводиться шляхом їх ущільнення під навантаженням без можливості бокового розширення. Отже, зміна об'єму може відбутись тільки за рахунок зміни висоти пресу. Дослідження виконуються у жорсткому кільці (одометрі).
Опір ґрунтів зрушенню. Під час послідовного збільшення навантаження на ґрунт спостерігаються три стадії його напруженого стану: а) ущільнення; б) зрушення; в) руйнування чи випирання.
На першій стадії спостерігається зменшення міжчасткового простору ґрунтів. При цьому швидкість деформації з часом зменшується, наближаючись до нуля.
Друга стадія характеризується виникненням дотичних напружень у ґрунтовому масиві під час прикладання до нього зовнішніх навантажень. Чим інтенсивніше в основах будівельних конструкцій розвиваються зони зрушення, тим значнішим стає їх просідання і тим більший час займає стабілізація.
Опір ґрунту зрушенню характеризується його міцнісними властивостями і використовується у розрахунках основ за першим граничним станом (за міцністю).
Міцність ґрунту — здатність сприймати зовнішнє навантаження без руйнування, що визначається його внутрішнім опором зрушенню (τ).
Опір ґрунту зрушенню обумовлюється двома фізико-механічними факторами — внутрішнім тертям і зчепленням. У незв'язних сипучих (піщаних) ґрунтах опір зрушенню залежить виключно від внутрішнього тертя між частками ґрунту.